# Gmina Kovačica
Gmina Kovačica (serb. Opština Kovačica / Општина Ковачица) – gmina w Serbii, w Wojwodinie, w okręgu południowobanackim. W 2018 roku liczyła 23 874 mieszkańców.